# 小行星5428
小行星5428是一颗围绕太阳公转的小行星。1987年9月13日，亨利·德波鸿诺在拉西拉天文台发现了此天体。
这颗小行星的绝对星等为12.18528等。